# Sexxxbomba
Sexxxbomba – jubileuszowy, dwupłytowy, album zespołu Sexbomba, wydany w 2017 przez wytwórnię Lou & Rocked Boys z okazji 30 lecia istnienia zespołu. Album wydany został na płytach winylowych w nakładzie 200 sztuk.
Zawiera utwory z poprzednich albumów grupy, nagrany ponownie, specjalnie na tę okazję, utwór „Alarm” oraz cover piosenki „Beat on the Brat” z repertuaru Ramones (z polskim tekstem o tytule „Kończy się świat & Rockandroll & Alkohol”).
Premiera albumu miała miejsce 14 stycznia 2017 podczas jubileuszowego koncertu, który odbył się w warszawskim klubie Stodoła.

## Lista utworów
1. „Alarm/Ulice krzykną”
2. „Ćma”
3. „Jest źle/Kocham cię debilu”
4. „Newyorksyty”
5. „Podziemna Polska”
6. „Nikt z Nikąd”
7. „Życiorys ziarna piasku”
8. „Raz przeżyty dzień”
9. „Mały promil”
10. „Taki jak ja”
11. „Wolność”
12. „Krajmstory”
13. „Bejsbolowy kij”
14. „Woda Woda Woda”
15. „Lipiec ’86”
16. „Alkohol”
17. „Gdzie są chłopcy z tamtych lat?”
18. „Polska traci czas”
19. „Teraz cię najbardziej potrzebuję”
20. „Czas na wolność/Zegary”
21. „Żmija”
22. „Nikt inny”
23. „Prawdziwe oblicze szatana”
24. „Sposób na świnie”
25. „Miasto monitorowane”

## Twórcy
- Robert Szymański – śpiew
- Maciej Gortatewicz – gitara, śpiew
- Bogdan Nowak – gitara, śpiew
- Artur Foremski – gitara, śpiew
- Adam Szymański – gitara, śpiew
- Waldemar Lewandowski – gitara, akordeon, śpiew
- Bogdan Kozieł – gitara, śpiew
- Piotr Welcel – gitara basowa, gitara, śpiew
- Dominik Dobrowolski – perkusja, śpiew
- Dariusz Piskorz – perkusja, śpiew

### Gościnnie
- Eugeniusz Olejarczyk – śpiew
- Krzysztof Chojnacki – śpiew
- Piotr Tohak – śpiew
- Dominik Pyrzyna – śpiew
- Marek Wiernik – śpiew
- Jaromir Krajewski – śpiew
- Robert Cichocki – śpiew

Realizacja
- Marcin „Marchewa” Mackiewicz, Adam Toczko, Robert Szymański, Jarosław Kidawa, Dariusz Szweryn
- Dariusz Śmietanka, Magdalena Bąk – projekt graficzny
- Sexbomba – muzyka
- Robert Szymański – słowa